# Carl Schäfer

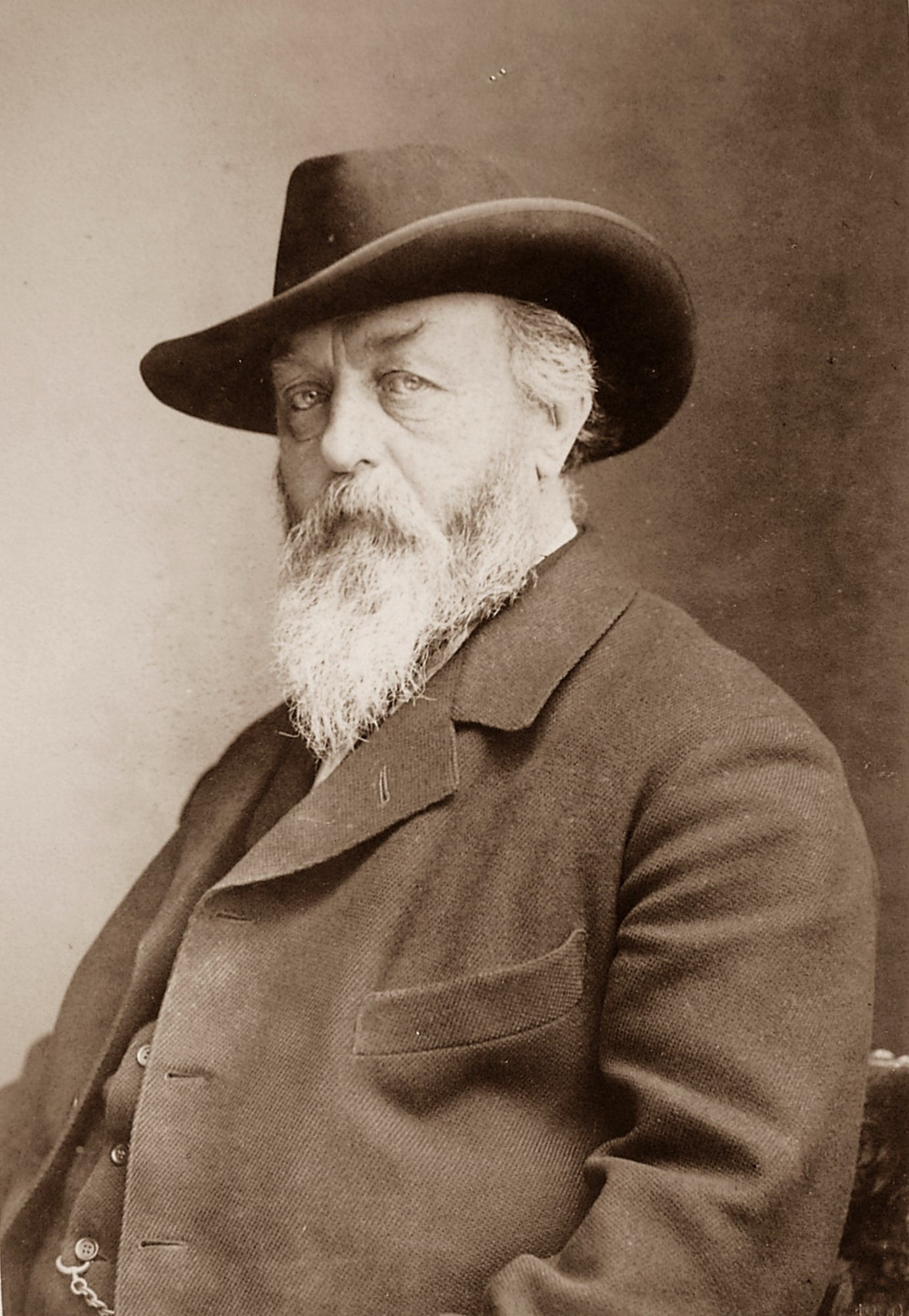
Carl Schäfer.

Carl Wilhelm Ernst Schäfer, född 18 januari 1844 i Kassel, död 5 maj 1908 i Carlsfeld (numera tillhörande staden Sandersdorf-Brehna), Sachsen-Anhalt, var en tysk arkitekt.
Schäfer blev professor i medeltida byggnadskonst 1884 vid Tekniska högskolan i Berlin och 1894-1907 i Karlsruhe. Han utförde bland annat universitetsbyggnaderna i Marburg och privathus i Berlin, restaurerade en del av slottet i Heidelberg (Friedrichsbau 1897-1903) och domen i Meissen (1903 ff.)